# Daiei (Tottori)

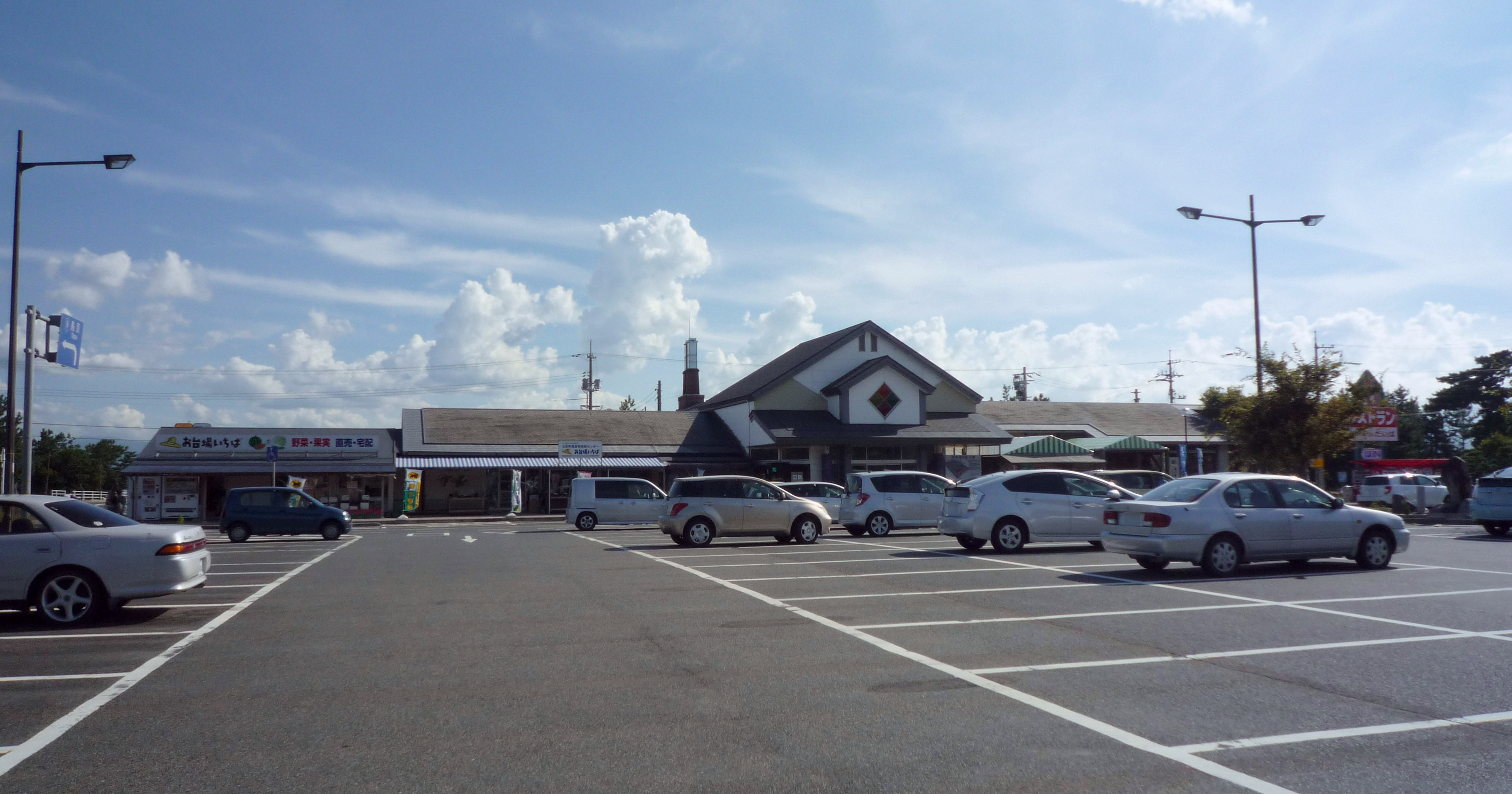
Gare routière Daiei

 (novembre 2013).
Si vous disposez d'ouvrages ou d'articles de référence ou si vous connaissez des sites web de qualité traitant du thème abordé ici, merci de compléter l'article en donnant les références utiles à sa vérifiabilité et en les liant à la section « Notes et références ».
Daiei (大栄町, Daiei-chō) était un bourg situé dans le district de Tōhaku dans la préfecture de Tottori, au Japon.

## Géographie

### Démographie
En 2003, le bourg comptait environ 8 800 habitants avec une densité de population de 242,89 hab./km2. Sa superficie totale était de 36,23 km2.

## Histoire
Le 1er octobre 2005, Daiei a été fusionné avec le bourg de Hōjō pour former le bourg de Hokuei.

## Personnalités liées à la commune
- Le mangaka Gōshō Aoyama est né à Daiei le 21 juin 1963[1].